# San Ignacio (Sinaloa)
San Ignacio – miasto w południowej części meksykańskiego stanu Sinaloa, położone w odległości około 50 kilometrów od wybrzeża Pacyfiku, na północ od miasta Mazatlan. San Ignacio leży w dolinie rzeki Piaxtla spływającej z położonych na zachód od miasta Sierra Madre Occidental. Miasto w 2005 roku liczyło 4591 mieszkańców.

## San Ignacio

Położenie gminy San Ignacio na mapie stanu Sinaloa

Miasto jest siedzibą władz gminy San Ignacio, jednej z 18 gmin w stanie Sinaloa. Gmina położona jest w poprzek całego stanu dochodząc od strony zachodniej do Pacyfiku nad Zatoką Kalifornijską, a od strony wschodniej do granicy ze stanem Durango. Sprawia to, że charakteryzuje się dużymi różnicami w położeniu nad poziomem morza od 0 (stacja Dimas na wybrzeżu) do ponad 2000 m n.p.m. (osada Las Joyas). Według spisu z 2005 roku ludność gminy liczyła 23 355 mieszkańców. Gminę utworzono w 1915 roku decyzją gubernatora stanu Sinaloa.
Ludność gminy jest zatrudniona według ważności w następujących gałęziach: rolnictwie, hodowli, przemyśle, rybołówstwie, górnictwie handlu i usługach turystycznych. Najczęściej uprawia się kukurydzę, fasolę, orzeszki ziemne, sorgo, krokosz a także mango i inne drzewa owocowe.